# Hối Đài Nguyên Cảnh
Hối Đài Nguyên Cảnh (zh. 晦臺元鏡, ja. Maidai Genkyō, ngày 25 tháng 6 năm 1577 – ngày 13 tháng 7 năm 1630) là Thiền sư Trung Quốc đời Minh, thuộc tông Tào Động đời thứ 27. Sư là pháp tử của Thiền sư Vô Minh Huệ Kinh và có đệ tử nối pháp là Thiền sư Giác Lãng Đạo Thịnh. Sư nỗ lực hoằng hóa và phát triển Thiền tông trong lúc đang bị suy tàn tại Trung Quốc đương thời.

## Cơ duyên và hành trạng
Sư họ Bằng, hiệu Trạm Linh, quê ở Kiến Dương, tỉnh Phúc Kiến. Năm 28 tuổi, sư xuất gia với đại sư Lệ Không Cảo tại núi Hổ Khiếu Nham. Sau đó, sư đến Thọ Xương Tự và tham Thiền dưới sự chỉ dạy của Thiền sư Vô Minh Huệ Kinh - người nổi tiếng với tinh thần nông Thiền và rất nghiêm khắc trong việc dạy đệ tử, không bao giờ dễ dãi trong việc ấn chứng, chấp nhận sở ngộ của bất kỳ ai.
Trải qua nhiều năm tham Thiền, một hôm sư đọc kinh Lăng Nghiêm đến câu: "Thấy biết vô phân biệt" thì tỉnh ngộ, bèn đến phương trượng trình sở ngộ cầu Thiền sư Huệ Kinh ấn chứng thì bị mắng cho một trận. Sư sợ hãi bèn lui về phòng, hôm khác sư đọc Duy Ma Cật sở thuyết kinh đến câu "Nhà rỗng không, chẳng có thị giả" và đại ngộ, tuy nhiên sư vẫn chưa dứt hết các nghi. Sư lại đọc kinh Viên Giác đến câu: "Nước sông chảy xiết, quả cầu lăn nhanh" liền phá tan tất cả nghi tình bấy lâu nay và được triệt ngộ. Sư lại đến gặp Thiền sư Huệ Kinh cầu ấn chứng, sư thưa: "Bạch hoà thượng! Con trình việc này mong hoà thượng khai mở trí huệ". Huệ Kinh hỏi: "Việc này ông dựa vào đâu?". Sư bèn khảy ngón tay, Huệ Kinh lại nói: "Tại ông đang nghi ngờ". Sư bèn trình kệ tỏ ngộ, Huệ Kinh hỏi vặn lại. Sư đáp liền không chút suy nghĩ. Đến đây, Huệ Kinh vui mừng ấn chứng sư đã triệt ngộ và nói kệ truyền pháp cho sư nối pháp Tông Tào Động, sư đỉnh lễ thụ nhận.
Năm 1618, sư bắt đầu hoằng pháp và truyền bá Thiền tông tại chùa Đông Uyển ở Thư Lâm. Đến năm 1620, sư đến giáo hóa tại núi Nhất Chi. Cuối đời, sư đến ở ẩn tại núi Võ Di. Tăng sĩ, cư sĩ đến tham học Thiền dưới sư rất đông, hơn cả ngàn người, làm cho pháp của tông Tào Động được phần thịnh vượng lại.
Ngày 13 tháng 7 năm 1630, niên hiệu Sùng Trinh thứ 3, sư cùng thị giả đi dạo núi, sư chỉ tay xuống dưới phía chân núi bảo thị giả: "Nơi này chôn ta được". Thị giả thưa: "Bạch hoà thượng! Nếu ngài thị tịch thì nhập tháp ở đây, còn dặn dò gì nữa không?". Sư mỉm cười bảo: "Tốt thôi". Thị giả hỏi lại thì sư đã an nhiên ngồi kiết già thị tịch từ lúc nào. Sư hưởng thọ 56 tuổi, hạ lạp 26 năm. Môn đệ trà tỳ xây tháp thờ xá lợi sư ngay tại nơi sư chỉ dạy, cư sĩ Hoàng Đoan Bá soạn bài minh trên tháp sư. Sư có để lại tác phẩm là Đông Uyển Kính Thiền Sư Ngữ Lục (zh. 東苑鏡禪師語錄, 1 quyển).